# Castell'Arquato, Lugagnano Val d'Arda
Castell'Arquato, Lugagnano Val d'Arda este o arie protejată (arie specială de conservare — SAC, sit de importanță comunitară — SCI) din Italia întinsă pe o suprafață de 280 ha, integral pe uscat.

## Localizare
Centrul sitului Castell'Arquato, Lugagnano Val d'Arda este situat la coordonatele 44°50′10″N 9°50′04″E / 44.8361°N 9.8344°E.

## Înființare
Situl Castell'Arquato, Lugagnano Val d'Arda a fost declarat sit de importanță comunitară în noiembrie 1995 pentru a proteja 1 specie de plante și 28 de specii de animale. Situl a fost protejat și ca arie specială de conservare în martie 2019.

## Biodiversitate
Situată în ecoregiunea continentală, aria protejată conține 4 habitate naturale: Pseudostepă cu ierburi și specii anuale de Thero-Brachypodietea, Păduri de Castanea sativa, Pajiști uscate seminaturale și facies de acoperire cu tufișuri pe substraturi calcaroase (Festuco-Brometalia) (* situri importante pentru orhidee), Galerii de Salix alba și de Populus alba.
La baza desemnării sitului se află mai multe specii protejate:
- plante (1): Himantoglossum adriaticum
- păsări (13): fâsă-de-câmp (Anthus campestris), caprimulg (Caprimulgus europaeus), erete cenușiu (Circus pygargus), presură galbenă (Emberiza citrinella), presură de grădină (Emberiza hortulana), șoim călător (Falco peregrinus), șoimul rândunelelor (Falco subbuteo), sfrâncioc roșiatic (Lanius collurio), ciocârlie de pădure (Lullula arborea), prigoare (Merops apiaster), ciuf-pitic (Otus scops), viespar (Pernis apivorus), Tachymarptis melba
- amfibieni (1): Triturus carnifex
- mamifere (7): liliac cu aripi lungi (Miniopterus schreibersii), liliac cu urechi mari (Myotis bechsteinii), liliac cu urechi de șoarece (Myotis blythii), liliac cărămiziu (Myotis emarginatus), liliac comun (Myotis myotis), liliacul mare cu potcoavă (Rhinolophus ferrumequinum), liliacul mic cu potcoavă (Rhinolophus hipposideros)
- nevertebrate (3): Austropotamobius pallipes, croitorul mare al stejarului (Cerambyx cerdo), rădașcă (Lucanus cervus)
- pești (4): Barbus plebejus, Cobitis bilineata, Protochondrostoma genei, Telestes muticellus

Pe lângă speciile protejate, pe teritoriul sitului au mai fost identificate 16 specii de plante, 3 specii de amfibieni, 9 specii de mamifere, 1 specie de nevertebrate, 5 specii de reptile.